# Nicolaes van Verendael
Nicolaes van Verendael (ou Veerendael) (19 février 1640 - 11 août 1691) est un artiste peintre flamand, spécialisé dans les peintures de vases floraux.

## Biographie (a compléter )
Il devient membre de la guilde de Saint-Luc d'Anvers en 1657. Il produit peu de toiles et vit très modestement.

## Œuvres
- Nature morte de fruits et fleurs, 1669, Musée Jeanne d'Aboville de la Fère
- Guirlande de fleurs autour d'un cartouche, huile sur toile, 72 × 58 cm, musée des beaux-arts de Cambrai[2]. L’œuvre a précédemment été attribuée à Daniel Seghers et Jan Philip van Thielen[3].
- Vase de fleurs, 1674, huile sur toile, 62,5 x 50 cm, musée Fabre, Montpellier
- Couronne de fleurs avec la grotte de Pausilippe (ajout de Hubert Robert), huile sur toile, 102 × 87 cm, musée Fabre, Montpellier
- Couronne de fleurs entourant le buste de la Vierge, musée du Prado
- Allégorie de la vanité de la vie, 1679, Galeries de l'Académie de Venise[4]
- Vanité, 1680, huile sur toile, 34 x 46 cm, musée des Beaux-Arts de Caen

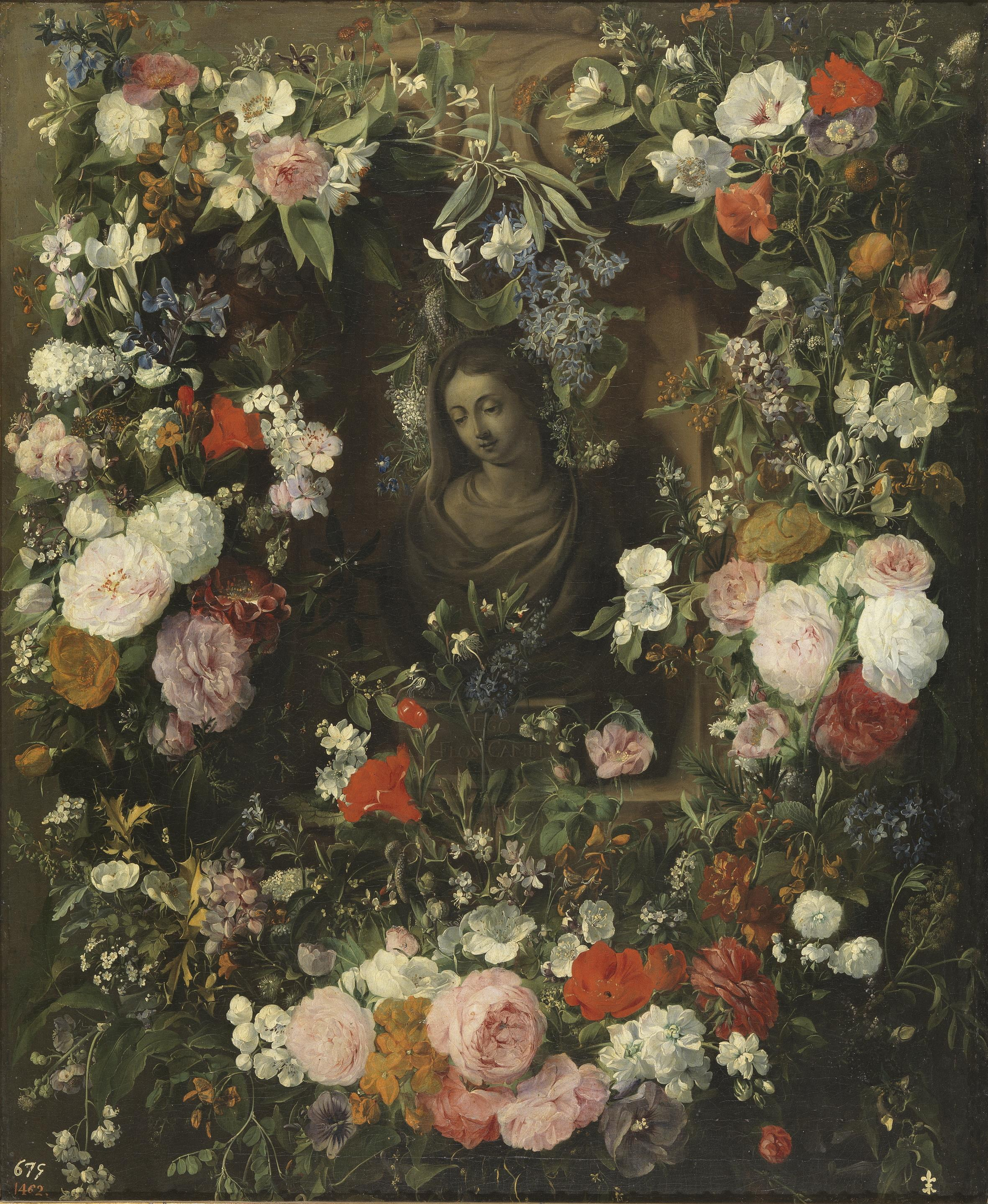
Couronne de fleurs entourant le buste de la Vierge.
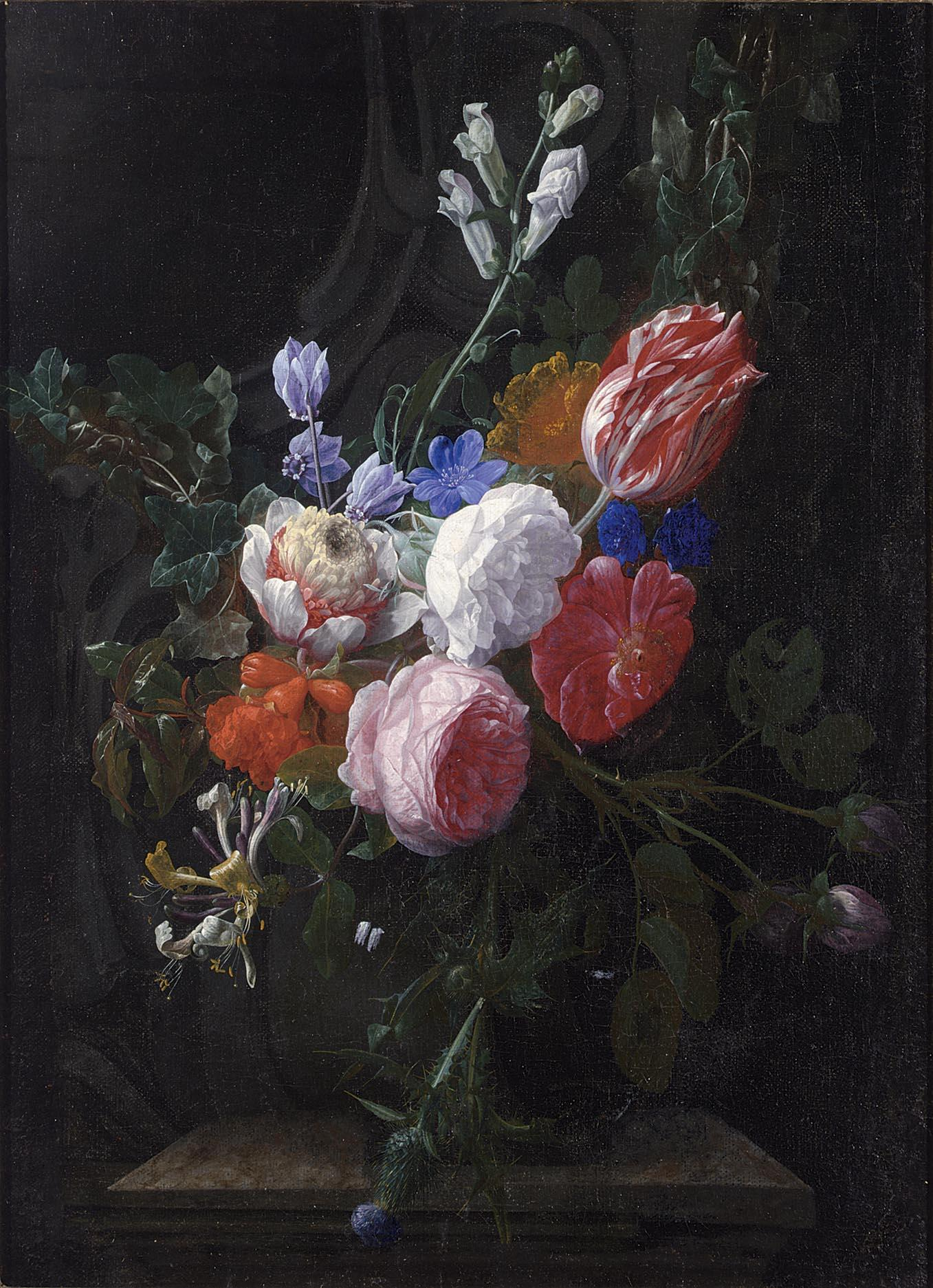
Bouquet de fleurs.
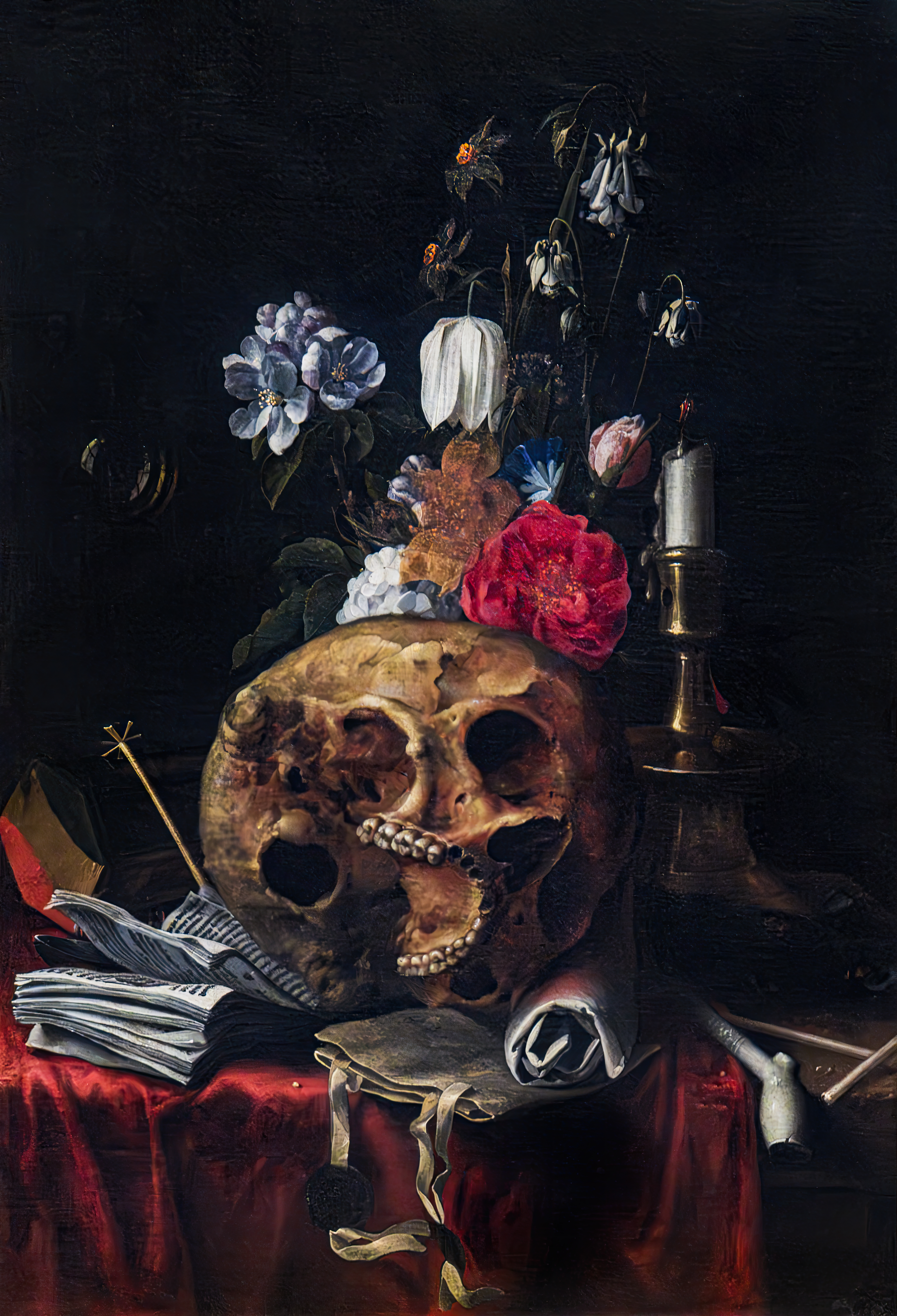
Allégorie de la vanité de la vie Galeries de l'Académie de Venise